# Brito Miranda
José Edmar de Brito Miranda (Pedro Afonso, 3 de janeiro de 1934 - São Paulo, 25 de dezembro de 2021) foi um advogado, promotor de justiça e político brasileiro que foi deputado estadual por Goiás.

## Biografia
Filho de Leôncio Miranda e Anaides Brito Miranda. Formado em Direito na Universidade Federal de Goiás especializou-se em Direito Agrário e foi promotor de justiça. Por conta de sua especialização profissional presidiu o Instituto de Desenvolvimento Agrário do Estado de Goiás (IDAGO) e foi chefe de gabinete da Secretaria de Agricultura do estado de Goiás.
Sua estreia política aconteceu no PSD elegendo-se deputado estadual por Goiás em 1962 e após a outorga do bipartidarismo pelo Regime Militar de 1964 migrou para o MDB e foi reeleito em 1966. Afastado da política após o fim do mandato, foi reeleito pelo PMDB em 1982 e 1986. Disputou sua última eleição em 1988 como candidato a vice-governador do Tocantins na chapa do PMDB liderada por José Freire, mas foram derrotados por Siqueira Campos e seu candidato a vice, Darci Coelho.
Pai de Marcelo de Carvalho Miranda, eleito governador do Tocantins em 2002, 2006 e 2014
Morreu no dia 25 de dezembro de 2021, aos 87 anos de idade.